# Carex aurea
Espèce
Classification phylogénétique
Carex aurea est une espèce de plantes du genre Carex et de la famille des Cyperaceae.